# Sociedad Española de Genética
La Sociedad Española de Genética (SEG) es una sociedad científica fundada en 1972 con el fin de promover y difundir la investigación genética en España y  la formación de jóvenes investigadores. La Sociedad cuenta con más de 800 socios y es parte integrante de otras asociaciones científicas como la Federación Española de Asociaciones de Ciencia Animal y la Confederación de Sociedades Científicas de España.
La Sociedad está organizada en siete secciones:
- Citogenética
- Genética del desarrollo
- Genética de poblaciones y evolución
- Genética Humana
- Mejora Genética Vegetal
- Mejora Genética Animal
- Genética de los Microorganismos

La Sociedad Española de Genética organiza de forma bianual el Congreso Nacional de Genética, y el Curso Nacional de Genética  con el fin de contribuir al avance de la genética española. Además, la Sociedad concede el Premio Nacional de Genética, que materializan el reconocimiento a la excelente labor científica de los científicos más destacados del campo.